# Logica classica
La logica classica è la branca della logica formale che è stata più studiata e usata. È caratterizzata da certe proprietà; le logiche non-classiche sono quelle che non soddisfino una (o più) di queste proprietà, ovvero:
1. Principio del terzo escluso;
2. Principio di non-contraddizione;
3. Monotonia dell'implicazione e idempotenza dell'implicazione;
4. Commutatività dei connettivi;
5. Leggi di De Morgan.

## Esempi di logica classica
- L'Organon di Aristotele presenta la teoria dei sillogismi, che è una logica con una ristretta schiera di proposizioni: le asserzioni prendono una delle quattro forme, Tutte le P sono Q, Qualche P è una Q, Nessuna P è Q, e Qualche P non è Q. Queste proposizioni sono composte da coppie di operatori duali, e ogni operatore è la negazione di un altro, relazioni che Aristotele ha classificato con la sua tabula.  Per giustificare il suo sistema, Aristotele ha enunciato esplicitamente il principio del terzo escluso e la legge di non contraddizione nonostante queste leggi non possano essere espresse all'interno del formalismo sillogistico.

Secondo il principio del terzo escluso per ogni cosa A può essere o B o non B, nessun altro stato di verità è possibile.
Più formalmente si dice che per ogni proposizione {\displaystyle P} avremo che {\displaystyle P\vee \neg P} è un'affermazione sempre vera (è una tautologia).
- La formulazione algebrica della logica di George Boole ed il suo sistema di logica booleana; in essa si assegna ad ogni proposizione un valore numerico, 1 per codificare la verità, 0 per codificare la falsità.

## Logiche non classiche
- La logica intuizionista nega la legge della doppia negazione, e quelle del terzo escluso e una delle leggi di De Morgan (la cui dimostrazione necessita della doppia negazione);
- La logica quantistica nega il principio di non-contraddizione e sostiene il principio di complementare contradditorietà.
- La logica paraconsistente nega il principio di non-contraddizione;
- La logica sfumata (o fuzzy logic), e la logica polivalente in genere, negano il principio del terzo escluso. La logica sfumata, inoltre nega una forma debole del principio di non-contraddizione, pur rimanendo consistente;
- La logica costruttivista identifica strettamente la verità con la dimostrabilità: è il fondamento del Costruttivismo matematico.
- La logica lineare nega la monotonia dell'implicazione e l'idempotenza dell'implicazione;
- La logica non-monotona nega la monotonia dell'implicazione
- La logica della computabilità è una teoria formale della computabilità costruita semanticamente, che si oppone alla logica classica, che è una teoria formale sulla verità; integra, ed estende, la logica classica, intuizionista e lineare;
- La logica modale estende la logica classica con operatori modali.
- La logica immaginaria nega il principio di non contraddizione e quello del terzo escluso